# Albrecht von Wallenstein

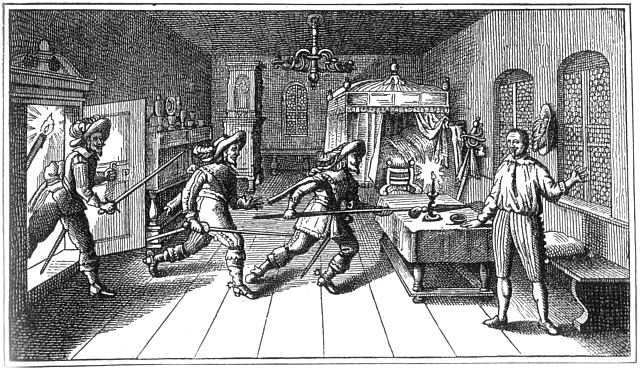
Mordet på Wallenstein.

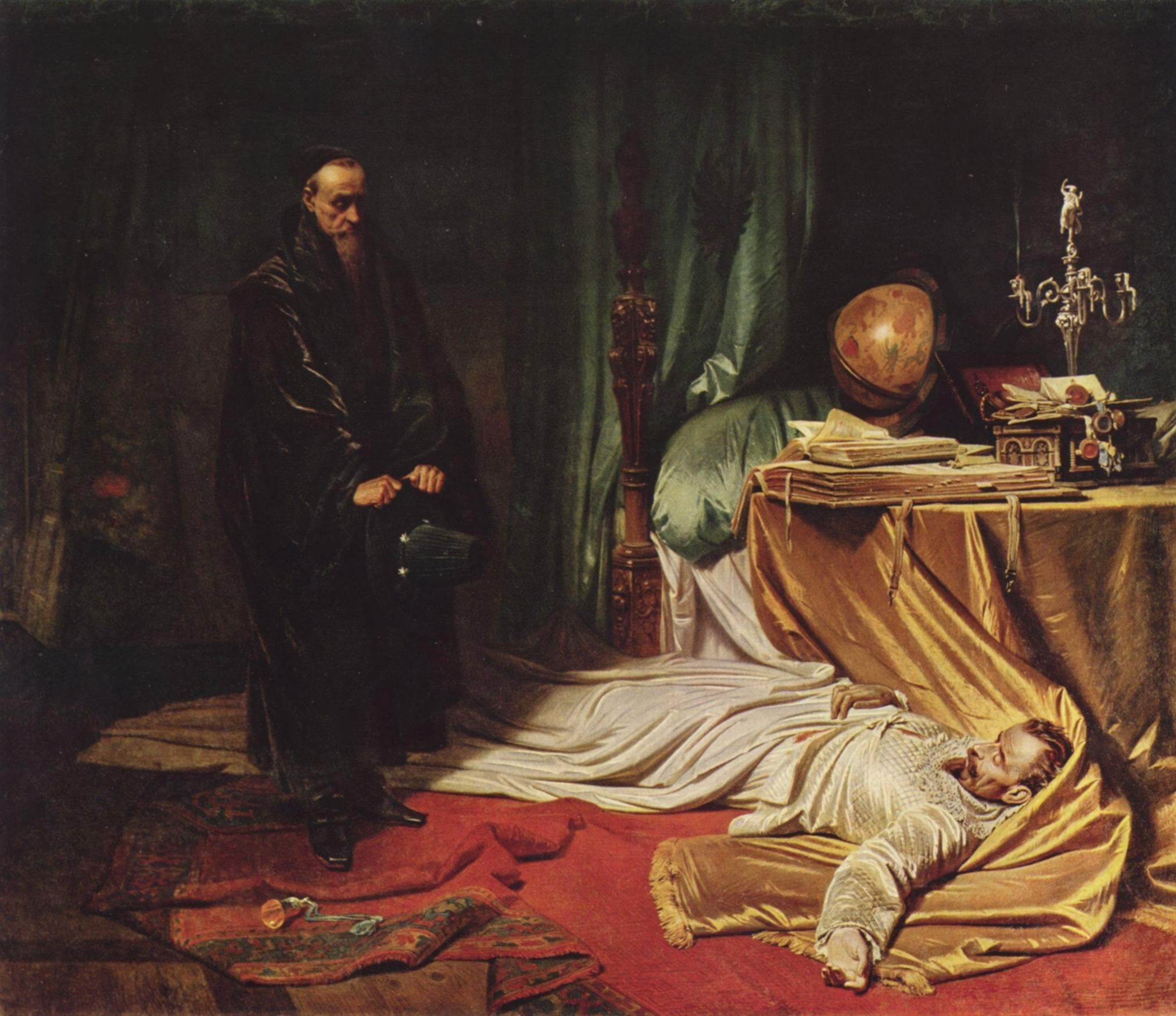
Seni vid Wallensteins lik. Målning av Karl von Piloty.

Albrecht Wenzel Eusebius von Wallenstein, eg. Waldstein, född 24 (14) september 1583 på familjegodset Heřmanice i Heřmanice nad Labem (tyska Hermanitz an der Elbe) i Böhmen, död 25 februari 1634 i Eger i Böhmen, hertig av Friedland, hertig av Mecklenburg, var kejserlig general och fältmarskalk under trettioåriga kriget och deltog bl.a. i slaget vid Lützen. Wallenstein tillhörde en gammal, men inte rik, böhmisk adelsfamilj som fått sitt namn efter stamslottet Waldenstein eller Waldstein i Turnau. Han mördades 1634 på kejsarens order, varefter mördaren – en irländsk kapten, Deveroux – och ett antal generaler fick överta de Wallensteinska egendomarna, som kejsaren konfiskerat.

## Biografi

### Ungdom och övergång till katolicismen
Han blev tidigt moderlös och uppfostrades hos sin moders svåger, Heinrich Slawata von Chlum, i slottet Koschenberg och gick i latinskolan i Goldberg (idag Złotoryja). Som sina anförvanter tillhörde han den böhmiska brödraförsamlingen och var protestant.
I augusti 1599 blev han inskriven vid Altdorfs universitet. Därpå företog han resor genom Tyskland, Frankrike och Italien, åtföljd av en vän till Johannes Kepler, astronomen Paul Virdung. År 1606 övergick han till katolicismen. Han kom dock, vare sig då eller senare, aldrig att tillägna de religiösa frågorna någon större betydelse i rent andlig bemärkelse. 
Efter religionsbytet gifte sig Wallenstein år 1609 med Lucretia Vickov av huset Landeck. Med detta sitt första äktenskap förvärvade han en betydande förmögenhet. Med det förvärvade kapitalet påbörjade han en omfattande affärsverksamhet. Bland de studier som han bedrivit som yngling och som han i fortsatte med i vuxen ålder märktes i främsta rummet astrologin. Johannes Kepler ställde redan år 1608 Wallensteins horoskop. Han tydde stjärnornas konstellation som att den unge mannen ägde stor äregirighet och åtrå efter makt och hedersposter. På grund av detta skulle han enligt Kepler skaffa sig många farliga fiender men i de flesta fall besegra dem.

### Värvning och kriget mot Venedig
År 1617 infann sig Wallenstein i spetsen för en skara värvade trupper hos dåvarande ärkehertigen av Österrike, sedermera kejsaren Ferdinand II, som var invecklad i fejd med venetianerna. Så knöts en förbindelse, som skulle föra Wallenstein till storhet och makt, men också i sinom tid till undergången. Djärv och våldsam, ärelysten och originell, stundom nästan bisarr, glänsande och frikostig, dessutom en ivrig adept av den tidens astrologi, drog han redan nu blickarna till sig, liksom han gjorde det allt framgent. På samma gång var han en god hushållare och röjde i allt, som rörde hans ekonomi, långt gående egennytta. Sin landsherre förblev han trogen, och vid böhmarnas uppror 1619 skilde han sin sak från sina landsmäns för att öppet och utan tvekan sluta sig till Ferdinand. Också kunde han efter slaget vid Vita berget (1620) på ruinerna av fränders och landsmäns lycka grunda en familjebesittning utan like, i det att han för en spottstyver tillfogade sig en mängd av de landsflyktiga böhmarnas konfiskerade egendomar. Så uppstod det stora godskomplexet Friedland i nordvästra Böhmen, som 1623 gjordes till ett riksfurstendöme och några år senare till ett hertigdöme för Wallensteins räkning. Hertigen av Friedland var Böhmens rikaste man och dessutom kejserlig guvernör över detta land. Kort före sin upphöjelse i fursteståndet hade han ingått sitt andra gifte, med en dotter till greve Harrach, en av kejsar Ferdinands förtrogna. I förvaltningen av sina vidsträckta besittningar visade han synnerlig duglighet.

### 30-åriga kriget och fältherre
Se: Trettioåriga kriget
Under loppet av det 1618 utbrutna tyska kriget hade ställningen efter några år börjat bli betänklig nog för kejsaren. Han hotades i sina arvländer både från Ungern och Schlesien; mot honom och det förbundna Spanien sammandrog sig dessutom en koalition av flera europeiska makter. Det var då, som Wallenstein erbjöd sig att på egen hand uppsätta en krigshär, som skulle stå till kejsarens fullständiga disposition, utan att betunga hans finanser. Förslaget antogs trots motstånd från ett parti vid hovet, och Wallenstein blev kejsarens fältherre våren 1625. 
I härens organisation och underhåll – det senare bereddes genom ett väl ordnat kontributions- och inkvarteringssystem, för vilket hela tyska riket fick tjäna som underlag – visade Wallenstein åter sin stora administrativa förmåga. Denna armé, inom vilken de tyska elementen sannolikt var i minoritet, skall redan efter några månader ha överskridit 24 000 man. Med sina trupper uppträdde han i Nordtyskland, där han vid Dessaubron besegrade Mansfelds här (15 april 1626), samt vände sig därefter mot Ungern, där han visserligen inte infriade de förhoppningar kejsaren fäst vid detta fälttåg – hans ställning vid hovet i Wien var t.o.m. svårt hotad, men dock åstadkom ett fredsslut med Bethlen Gábor.

### Framgång - Hertig av Mecklenburg
1627 rensade han Schlesien från de fiendestyrkor, som ännu stod där, och kunde nu kasta sin armé mot norr, mot östersjökusten. Samtidigt uppgjorde han storartade, hela Europa omfattande planer, som under växlande former skulle sysselsätta hans fantasi ända till det sista, även om det inte är så lätt att avgöra, i vad mån han med verkligt allvar omfattat dessa olika projekt. Återställandet av kejsarens förlorade herravälde i Tyska riket på riksständernas bekostnad, osmanernas kuvande och Konstantinopels erövring, grundandet av en kejserlig sjömakt på Östersjön, fred mellan Polen och Sverige samt Danmarks överlåtande åt Gustav II Adolf som tyskt län var några av hans planer. Att han därvid inte glömde sig själv, medan hans kejserliga herres förbindelser till honom för varje år ökades, är naturligt. 1627 tillvärvade han sig också det schlesiska furstendömet Sagan; 1628 fick han Mecklenburg i pant, sedan dess hertigar fördrivits, och snart upphöjdes han formligen till hertig av Mecklenburg. Redan förut hade han utnämnts till "general över det baltiska och oceaniska havet". Det var vid denna tid han också umgicks med planen att genom en kanal förena Östersjön och Nordsjön.

### Stralsund och Sveriges intåg i kriget
Se: Trettioåriga kriget, Det svensk-tyska skedet, 1630–1635
Wallenstein stod vid 1620-talets slut på höjden av sin makt och lycka, men olyckan var inte långt borta. Hans uppträdande i Tyskland och hans planer på kejsarens maktställning hade skaffat honom hätska motståndare i de tyska furstarna, de katolska knappt mindre än de protestantiska, och i Gustav II Adolf, för vilken han tidigt hyste en halvt vidskeplig respekt, fann han en överman. Stralsunds undsättning från Sverige 1628 betecknade ett svårt slag för planerna på en kejserlig östersjömakt, och det var Wallenstein siälv, som genom sina hjälpexpeditioner till Polen och på annat sätt påskyndade Gustav Adolfs uppträdande i Tyskland (sommaren 1630). Kort därefter spred sig underrättelsen om Wallensteins avsättning på kurfurstedagen i Regensburg (augusti 1630), där hans motståndare under påverkan även av franska intriger förmått kejsaren att frånta fältherren befälet. Djupt kränkt, drog han sig tillbaka till sina besittningar i Böhmen.

### Sökande av fred - schism med hovet
Därmed börjar sista skedet av Wallensteins bana. Enligt de anklagelseskrifter, som efter hans död offentliggjordes för att rättfärdiga mordet på honom, enligt den berättelse framför allt, som den böhmiske emigranten Raschin då som kronvittne avgav, skulle de sista åren av hans liv knappt ha företett annat än en fortlöpande intriger av svek och trolöshet mot hans kejserlige herre. Frågan därom skulle länge sysselsätta många forskare. Bevisande samtida aktstycken förelåg länge så sparsamt, att man i början av 1880-talet trodde sig kunna så gott som alldeles frita Wallenstein från varje skuld. Det var först Emil Hildebrands fynd av vissa aktstycken i svenska Riksarkivet sommaren 1883 och upptäckten av den svenske diplomaten Lars Nilsson Tungels papper i biblioteket i Hannover, som spred ett säkrare ljus över dessa förhållanden, om än dunkla punkter ännu finns.
Det står till en början fast, att förhandlingar under våren och sommaren 1631 ägde rum emellan Gustav II Adolf och Wallenstein, i syfte att understödja den senare med en armékår om 10 000–12 000 man, med vilken han skulle uppträda mot kejsaren i dennes arvländer. Första tanken på det tycks ha utgått från svenskt håll. Planen har i varje fall en tid accepterats av Wallenstein. Men slaget vid Breitenfeld (september 1631) förändrade ställningen. Gustav II Adolf vägrade nu att sända någon starkare truppstyrka till Böhmen, och förbindelserna avbröts snart fullständigt. I stället lät Wallenstein förmå sig att 1632 för andra gången överta högsta befälet över en kejserlig här, som han själv skulle sätta upp, med högsta ledningen åtminstone av alla krigsrörelser. Det är mera ovisst, huruvida han hade lika oinskränkt fullmakt att underhandla om fred. Någon anledning att under det följande året (1632) betvivla hans trohet mot kejsaren föreligger inte. Det var under detta år han 24 augusti vid Alte Veste nära Nürnberg, vilken stad han försökte inta, tillbakavisade Gustav II Adolfs angrepp och 6 november förde befälet i slaget vid Lützen, där han förlorade mot svenskarna. 
Men annorlunda förhöll det sig med hans trohet under loppet av 1633. Wallenstein tycks efter svenske kungens död ha haft för avsikt att själv återställa freden i Tyska riket på grundval av tillståndet före kriget. En sådan plan skulle emellertid säkerligen röna motstånd vid det av jesuiterna ledda kejserliga hovet. Vid detta började dessutom mäktiga fiender att motarbeta honom, främst kurfursten av Bayern och det spanska hovet. Wallensteins ställning var inte längre orubbligt säker. Så mycket mer kunde han behöva stödet av de protestantiska kurfurstarna i Sachsen och Brandenburg, i nödfall av svenskarna och kanske även av fransmännen, så ogärna han än vände sig till dessa. 
Så började han ett sällsamt och tvetydigt dubbelspel, underhandlande än med Sachsen och Brandenburg, än med de böhmiska emigranterna, än genom dessa eller andra personer med Oxenstierna. Redan på våren 1633 lät den böhmiske emigranten greve von Thurn, då högste befälhafvare över den svenska styrkan i Schlesien, erbjuda honom böhmiska kronan, om han ville avfalla från kejsaren. Utan att tydligt uttala sig därom försökte Wallenstein förmå de böhmiska emigranterna att skilja sin sak från Sveriges, men då detta misslyckades, hade han ingenting emot, att den böhmiske emissarien underrättade Oxenstierna om det samtal, som han haft med Wallenstein och vari denne visserligen på ett föga lojalt sätt yttrat sig om kejsaren, liksom han utgjutit sin harm mot kurfursten av Bayern. 

### Kriget tar ny fart
Innan svar från svenske rikskanslern hunnit anlända, hade Wallenstein med sin här inbrutit i Schlesien, men där öppnat underhandlingar med sachsiske befälhafvaren Johann Georg von Arnim, för att söndra sachsarna från Sverige. Detta misslyckades fullkomligt; förhandlingen med Oxenstierna var föga allvarligt menad, och på sommaren 1633 tog krigsoperationerna omsider sin början, även om det var med ringa framgång för de kejserliga. Vad som försökts i juni upprepades på ett ännu märkvärdigare sätt i augusti. Wallensteins ställning vid det kejserliga hovet tycktes allvarsamt hotad; planen att i västra Tyskland låta en självständig spansk här, oberoende av honom, operera hade stegrat hans förbittring till det yttersta, och i mitten av augusti försökte han få till stånd ett nytt sammanträde med Arnim, som slutade med ett förslag att med sachsare och svenskar göra gemensam sak mot Spanien och i nödfall mot kejsaren för att framtvinga en allmän fred. Arnim skulle med Wallensteins goda minne bl.a. bege sig såväl till de protestantiska kurfurstarna som till Oxenstierna för att underrätta dem om ställningen. Så skedde också. Men omedelbart därefter inträffade ett omslag. Wallenstein närmade sig åter det kejserliga hovet, och när Arnim efter sin rundresa åter infann sig hos den kejserlige fältherren, avbröts förhandlingen helt tvärt med yrkandet på en förening med Sachsen och Brandenburg för att köra svenskarna ur Tyskland. Då Arnim inte kunde gå in på det, utbröt fientligheterna på nytt.
Genom detta tvetydiga beteende hade Wallenstein emellertid hos Oxenstierna och Sveriges bundsförvanter med skäl väckt den djupaste misstro. "Hans skämt hade varit alltför grovt". Men även hos kejsaren hade han, kanske redan nu obotligt, skadat sin sak. Efter brytningen med Arnim följde överrumplingen av svenskarna vid Steinau 11 oktober 1633 och Wallensteins framgångsrika fälttåg genom Schlesien in i Brandenburg. Då lyckades Bernhard av Weimar i november erövra Regensburg och kunde nu hota de kejserliga arvländerna. Det var en fullkomlig överraskning. Wallenstein måste återvända, men då han undvek ett fältslag och i stället lät sin här inta vinterkvarter i Böhmen, fick hans vedersakare åter vind i seglen. Till dem hade slutit sig kejsarens son Ferdinand, som själv strävade efter högsta befälet, och vid början av 1634 var det avgjordt, att Wallenstein skulle skiljas från sitt kommando. 

### Misstro och mördad på kejsarens order
Wallenstein kunde inte vara okunnig om stämningen vid hovet; det var då han i Pilsen, där högkvarteret var, 12 januari 1634 lät anordna det ryktbara dryckeslaget för sina officerare, varunder ett antal av hans överstar förmåddes underteckna en trohetsförbindelse, pilsenreverserna, till honom. Underrättelsen om denna s.k. revers i Pilsen gjorde det värsta intryck i Wien, och 24 januari utfärdades det första avsättningsdekretet mot Wallenstein, även om det inte genast offentliggjordes. Wallenstein hade emellertid redan före nyåret öppnat nya underhandlingar med kurfurstehoven, som delvis var kejsaren bekanta, men som också hade sin hemliga sida, en udd emot honom, liksom ännu mera mot Spanien och Bayern. Till och med till Oxenstierna, till hertig Bernhard, till franske sändebudet Feuquières avgick bud. Överallt möttes de med misstroende. Under tiden fullbordades den kejserlige härförarens öde. Hans förnämsta generaler och officerare, Matthias Gallas, Ottavio Piccolomini och Johann von Aldringen, hade redan vunnits över av kejsaren. 
I början av februari 1634 fick Aldringen kejsarens befallning att ta Wallenstein "död eller levande", och 18 februari utfärdades det andra avsättningsdekretet, vari han utan omsvep stämplades som förrädare. Man anordnade redan konfiskeringen av hans förmögenhet. Det visade sig nu, att Wallenstein inte kunde räkna med sina officerares trohet, och alltför sent försökte han frivilligt få lägga ned sitt befäl. Med några få trogna var han 22 februari tvungen att fly ur Pilsen till Eger för att närma sig svenskarna i Övre Pfalz. Tre dagar senare, 25 februari 1634, mördades han tillsammans med sina närmaste vänner Adam Erdman Trčka z Lìpy, Christian von Ilow och Wilhelm Kinsky av några skotska, irländska och engelska officerare, som följt honom dit. De sammansvurna var den irländske generalen Walter Butler som var ledaren, de skotska överstarna John Gordon och Walter Leslie samt den engelske kaptenen Walter Deveroux. Deveroux var den som stack ner Wallenstein. Gärningsmännen belönades rikligt av kejsaren.

## Wallenstein finansierar Westfaliska freden
Problemet med att sluta Westfaliska freden var att så fort Sverige skrev under fredsavtalet skulle staten gå i bankrutt. Den hade genomfört sitt deltagande i trettioåriga kriget i ett försök att finansiera armén genom plundring. Men efter många år som inkomsterna minskar och fortsätter att kriga på kredit, krediter Sverige inte kunde betala. Detta var en av huvudorsakerna till att fredsförhandlingarna drog ut på tiden.
Lösningen på problemet var att med en militär operation plundra den tidigare och i onåd fallna österrikiska generalen Wallensteins slott i Prag, där hans samlade plundring efter år av krig var betydande. Så betydelsefull att så snart det blev känt att räden hade genomförts undertecknades Westfaliska freden. 
Intäkterna betalade krigskrediterna och gjorde många svenska högre officerare mycket rika, där Carl Gustaf Wrangel var ansvarig som generalguvernör i Stralsund över Svenska Pommern för repatrieringen och tjänade en förmögenhet som fyllde hans nya Skoklosters slott. Den försåg också den svenska staten med ett betydande materiellt och kulturellt tillskott, såsom Silverbibeln och Djävulsbibeln) fördes till Sverige, och en stor del av bytet hamnade på Drottningholms slott.